# 1996 JL
1996 JL är en asteroid i huvudbältet som upptäcktes den 10 maj 1996 av den australiensiske astronomen Robert H. McNaught och den japanska astronomen Takuo Kojima i Chiyoda.
Asteroiden har en diameter på ungefär 8 kilometer och den tillhör asteroidgruppen Gefion.